# Kreuz und quer
kreuz und quer ist eine wöchentlich ausgestrahlte Sendestrecke des Österreichischen Rundfunks, die auf ORF 2 und ORF III ausgestrahlt wird. Die darin ausgestrahlten und anmoderierten Sendungen mit religiösem Bezug bestehen aus Dokumentationen und Diskussionen, welche sich mit philosophischen, religions- und gesellschaftspolitischen Themen und Zusammenhängen auseinandersetzen. Die verantwortlichen Redakteure sehen sich trotz des Religionsbezugs als „objektive Beobachter in einer pluralistischen Gesellschaft“, um in diesem Sinne objektiv zu informieren.